# Princ Šótoku
Princ Šótoku (japonsky 聖徳太子, Šótoku Taiši, 7. února 574– 8. dubna 622), známý též jako princ Umajado (厩戸皇子, Umajado no ódži) či princ Kamicumija (上宮皇子, Kamicumija no ódži), byl pololegendární japonský regent a politik z období Asuka, který sloužil císařovně Suiko. Byl druhým synem císaře Jómeie a jeho manželky princezny Anahobe no Hašihito, která byla Jómeiovou mladší nevlastní sestrou. Později ho adoptoval princ Šótoken, čtvrtý syn císaře Kinmeie. Jako příslušník vládnoucího rodu Sogů se zúčastnil porážky soupeřícího rodu Mononobeů. Mononobeové se snažili zabránit šíření buddhismu v Japonsku, a to jak z náboženských důvodů, tak pro své konzervativní a xenofobní postoje.
Základní informace o životě a úspěších prince Šótokua pocházejí z kroniky Nihonšoki. Princ je znám modernizací státní správy a podporou šíření buddhismu v Japonsku.
V průběhu následujících generací začal být princ Šótoku uctíván jako ochránce Japonska, císařské rodiny a buddhismu. Klíčové náboženské postavy jako mniši Saičó, Šinran Šónin a další tvrdily, že v něm nacházely inspiraci, a připisovaly mu i mnohé ze svých náboženských vizí.

## Životopis

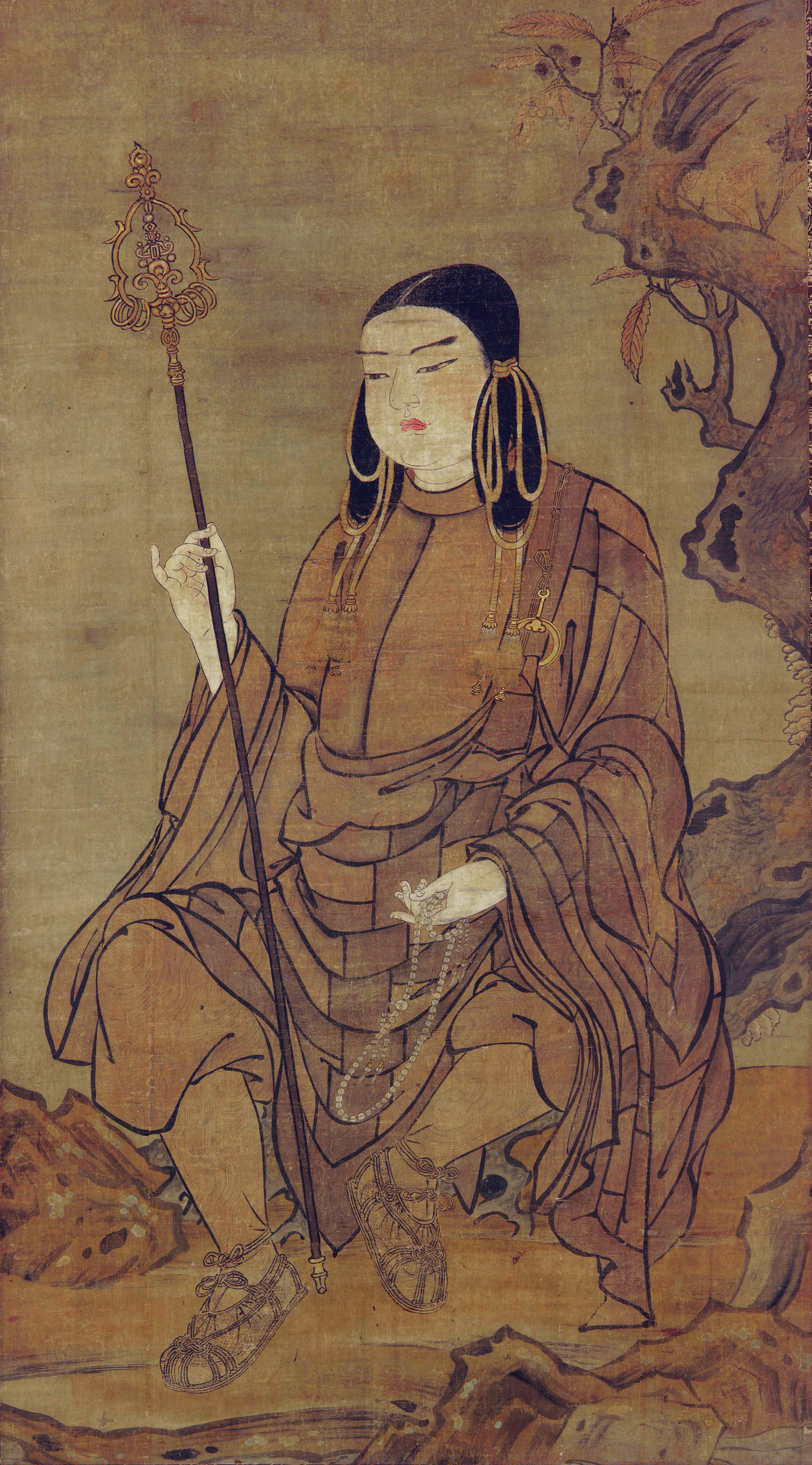
Čtrnáctiletý Šótoku jako buddhistický poutník

Narodil se jako druhý syn císaře Jómeie (517–587) a jeho manželky princezny Anahobe no Hašihito († 622). Se čtyřmi ženami měl celkem 14 dětí, 7 synů a 7 dcer.
Podle tradice jmenovala prince jeho teta, císařovna Suiko (554–628), roku 593 svým regentem (seššó). Během doby, kdy vykonával tuto funkci, se Šótokuovi, inspirovanému Buddhovým učením, podařilo ustavit centralizovanou vládu. V roce 603 zavedl u dvora dvanáctistupňový systém tzv. čepicových hodností (předáci rodů měli být hodnoceni podle svých schopností, a nikoli podle nároku). Je mu rovněž připisováno vyhlášení Charty o sedmnácti článcích (Džúšičidžó Kempó) v roce 604, což byl soubor morálních a politických zásad či rad úředníkům.
Šótoku byl horlivý buddhista a tradičně je mu připisováno autorství Komentářů ke třem sútrám (三経義疏, Sangjó gišo). Jedná se o komentovaný výklad tří významných buddhistických súter, tedy Lotosové sútry (妙法蓮華經), Vimalakírti-nirdéša sútry (維摩詰所說經) a Šrímáládeví Siṃhanáda sútry (勝鬘師子吼一乘大方便方廣經), která je jedním z hlavních textů raného mahájánového buddhismu. První z těchto komentářů, Hokke Gišo neboli komentář k Lotosové sútře, je tradičně datován do roku 615, a je tedy považován za „první japonský text“, čímž se Šótoku stal prvním známým japonským spisovatelem.
Na konci 6. století stál princ Šótoku v čele mohutné celonárodní kampaně propagující buddhismus, a proto objednal stavbu chrámu Šitennódži. Chrám byl postaven v provincii Seccu (dnešní Ósaka) po Šótokuově vojenském vítězství nad mocným rodem Mononobeů. Princovo jméno je rovněž spojováno s chrámem Hórjúdži v provincii Jamato, jakož i s řadou dalších chrámů v regionu Kansai. Podle dokumentů uchovávaných v chrámu Hórjúdži jej prý Suiko a Šótoku založili v roce 607. Archeologické vykopávky provedené v roce 1939 potvrdily, že palác prince Šótokua Ikaruga no mija (斑鳩宮) stával ve východní části současného chrámového komplexu, kde dnes stojí Východní chrám (東院, Tó-in). Přestože je princ Šótoku považován za zakladatele japonského buddhismu, říká se o něm také, že respektoval šintoismus a nikdy nenavštívil buddhistické chrámy bez návštěvy šintoistických svatyní.
Jeho korespondence s 2. císařem říše Suej Jang-ti (vládl 604–618) obsahuje dopis, který je nejstarším známým písemným dokladem, v němž je japonské souostroví označeno termínem, jenž znamená „zemi vycházejícího slunce“. Císař Jang-ti odeslal roku 605 poselství, v němž se píše: „vládce říše Suej se uctivě táže na panovníka království Wa“ (nejstarší ověřený název Japonska), načež Šótoku v roce 607 odpověděl vysláním mise, kterou vedl diplomat Ono no Imoko. Vezl s sebou sdělení, v němž stálo: „Od vládce země vycházejícího slunce (hi izuru tokoro) vládci země zacházejícího slunce“.
Princ Šótoku byl prý pohřben ve městě Taiši v provincii Kawači (dnes prefektura Ósaka).

## Legenda

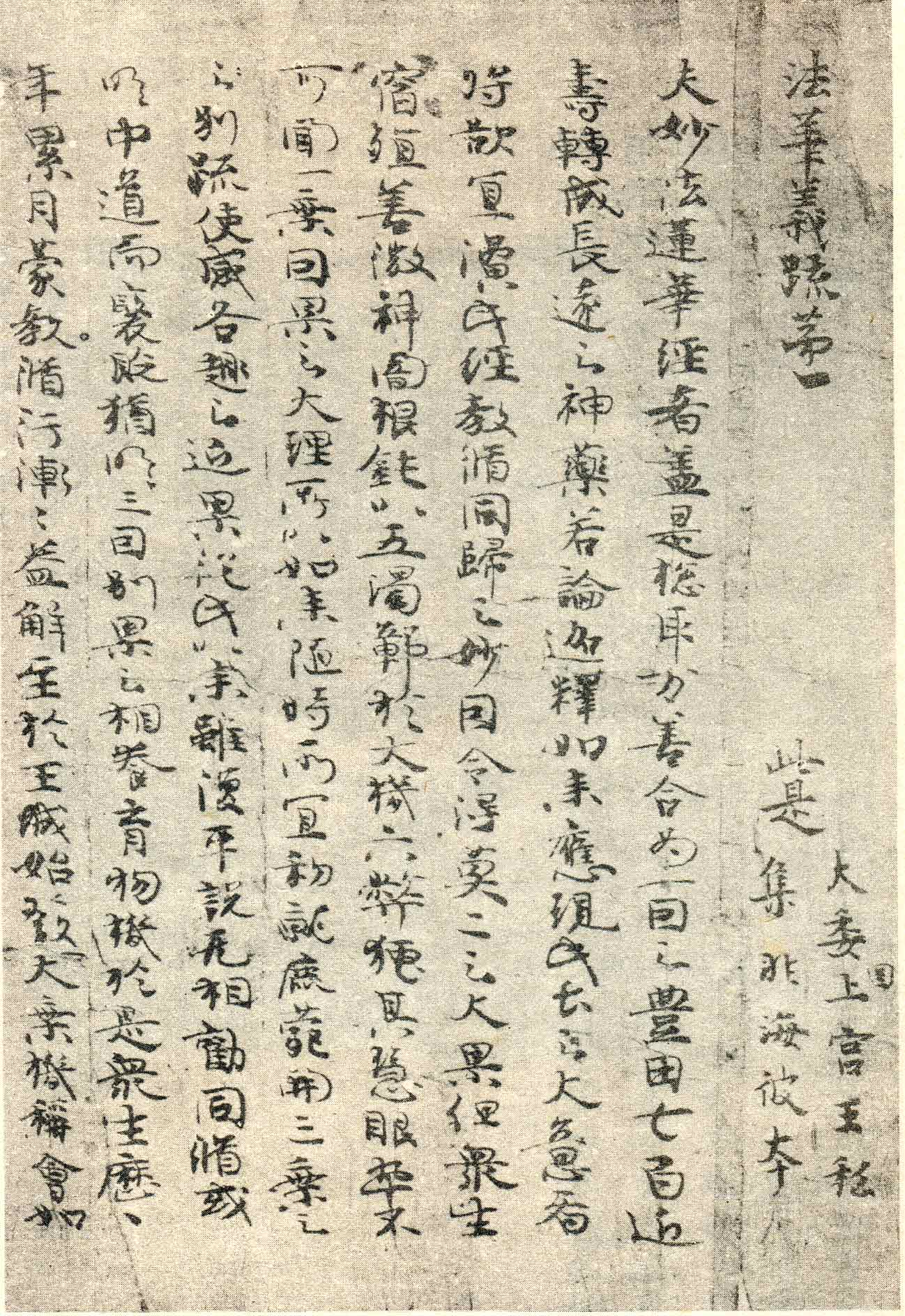
Část Lotosové sútry, kterou údajně vlastnoručně napsal princ Šótoku.

Legenda vypráví, že když přišel indický buddhistický mnich Bódhidharma do Japonska, setkal se v přestrojení za hladovějícího žebráka s princem Šótoku. Princ žebráka požádal, aby prokázal svoji totožnost, ale muž neodpověděl. Šótoku, místo aby pokračoval dál v cestě, dal žebrákovi jídlo a pití, přikryl ho svým purpurovým rouchem a řekl mu, aby dál pokojně ležel. Poté hladovějícímu muži zazpíval.
Druhého dne vyslal princ k hladovějícímu posla, ale žebrák už byl mrtev. Prince zpráva o žebrákově smrti hluboce zarmoutila. Nařídil, aby jej řádně pohřbili. Později prince napadlo, že onen žebrák určitě nebyl obyčejný člověk, a tak k jeho hrobu vyslal dalšího posla, který jej zpravil o tom, že půda na hrobě nebyla nijak porušena. Po otevření hrobu se zjistilo, že v rakvi, na níž leželo složené princovo purpurové roucho, nebylo žádné tělo. Princ poté vyslal dalšího posla, aby mu jeho roucho přinesl, a nosil je pak stejně jako předtím. Ohromený lid prince Šótokua chválil slovy, že je pravda, že „mudrc mudrce pozná“. Tato legenda je spojena s chrámem Darumadži ve městě Ódži v prefektuře Nara, kde byla pod zemí nalezena stúpa, což je neobyčejně vzácné.

## Tituly a jméno
Šótoku je znám pod několika jmény a tituly, ačkoli jeho skutečné jméno zní princ Umajado (厩戸皇子, Umajdo no ódži) doslovně „princ stájových dveří“, protože se narodil před stájí. Je rovněž znám jako Tojosatomimi (豊聡耳) nebo Kamicumijaó (上宮王). V kronice Kodžiki se jeho jméno objevuje v podobě Kamicumija no Umajado no Tojosatomimi no Mikoto (上宮之厩戸豊聡耳命). V kronice Nihonšoki je kromě Umajado no ódži označován také jako Tojosamimi Šótoku (豊聡耳聖徳), Tojosatomimi no Nori no Ókami (豊聡耳法大王) nebo prostě Nori no Uši no Ókami (法主王).
Jméno, pod nímž je dnes nejznámější, a sice princ Šótoku, se poprvé objevilo v básnické sbírce Kaifúsó z roku 751, tedy víc než 100 let po jeho smrti v roce 622.